# La patria equivocada
La patria equivocada es una película argentina dramática-histórica de 2011 dirigida por Carlos Galettini y protagonizada por Juana Viale, Adrián Navarro y Esteban Pérez. Está basada en la novela homónima de Dalmiro Sáenz. Se estrenó el jueves 27 de octubre de ese año.

## Sinopsis
Clarita se enamora de Clorindo y abandona su bien posicionado hogar para dedicar su vida a su marido, desertor del ejército, y a sus ideales. Luego de la muerte de Clorindo, busca otro destino para su hijo. Los descendientes de esta familia, irán recorriendo la historia de la construcción de la Argentina atravesada por el orgullo, la pasión y la venganza.

## Reparto
- Juana Viale ... Niña Clarita
- Adrián Navarro ... Federico López
- Esteban Pérez ... Requejo
- Aldo Barbero ... Jean Pierre Dumont
- Sebastián Pajoni ... Maestro
- Elio Marchi ... Clorindo Mayor
- Ricardo Bertone ... Padre Crespo
- Daniel Aimetta ... Tata Dios
- Fernando Margenet ... General Mitre
- Lelia Maria ... Lucia
- Juan Ignacio Bianco ... Clorindo Hijo

## Recepción
La patria equivocada tuvo una pobre recepción por la mayoría de la crítica. En una recopilación de las críticas del film en el sitio de reseñas Todas Las Críticas, éste alcanzó una aprobación del 25%, de entre 15 críticas.
El Diario La Nación calificó a la película como mala:

Hubo una época, larga y por cierto angustiante, del cine argentino en la cual se hacían muchas películas como La patria equivocada. Con el nacimiento de lo que un sector de la crítica bautizó Nuevo Cine Argentino, ese cine apolillado, declamatorio y conservador estética e ideológicamente quedó archivado. La nueva película de Carlos Galettini -nueva básicamente por su fecha de estreno-, el director de la exitosa Besos en la frente y de algunos de los films de la saga comercial de Los superagentes, se propone un objetivo un poco desmesurado: narrar noventa años de la historia argentina para demostrar que ese derrotero estuvo plagado de traiciones. Las Invasiones Inglesas, la Guerra de la Triple Alianza y la Conquista del Desierto son la excusa para una sucesión de viñetas inconexas plagadas de crueldades y erotismo televisivo, es decir, orientadas sobre todo a obtener "impacto". Lo curioso del experimento es su flagrante anacronismo. Es altamente improbable que esa fórmula dé hoy algún rédito en taquilla, más allá del atractivo que pueda representar Juanita Viale para los seguidores de los programas y las revistas de chimentos.

La pobre Juana encarna, en un auténtico tour de force histórico, varios papeles a lo largo de la película -basada en una novela de Dalmiro Sáenz -, algunos de ellos francamente delirantes (en su primera aparición en el film, se expresa todo el tiempo como si leyera citas literarias y filosóficas, por ejemplo). La patria equivocada (otra producción que recibió ayuda del gobierno de San Luis, entre cuyos beneficiados cuesta encontrar alguna apuesta artística valiosa, y ganó el concurso del Bicentenario del INCAA) tampoco aporta nada nuevo como revisión de la historia argentina -todo son brochazos y lugares comunes- y pone en boca de sus personajes verdades del tipo "en el mundo hay dos bandos, y yo estoy de un lado". El montajista Pablo Mazzeo y el director de fotografía Ricardo De Angelis se salvan del naufragio general aportando trabajos competentes.